# 명발당

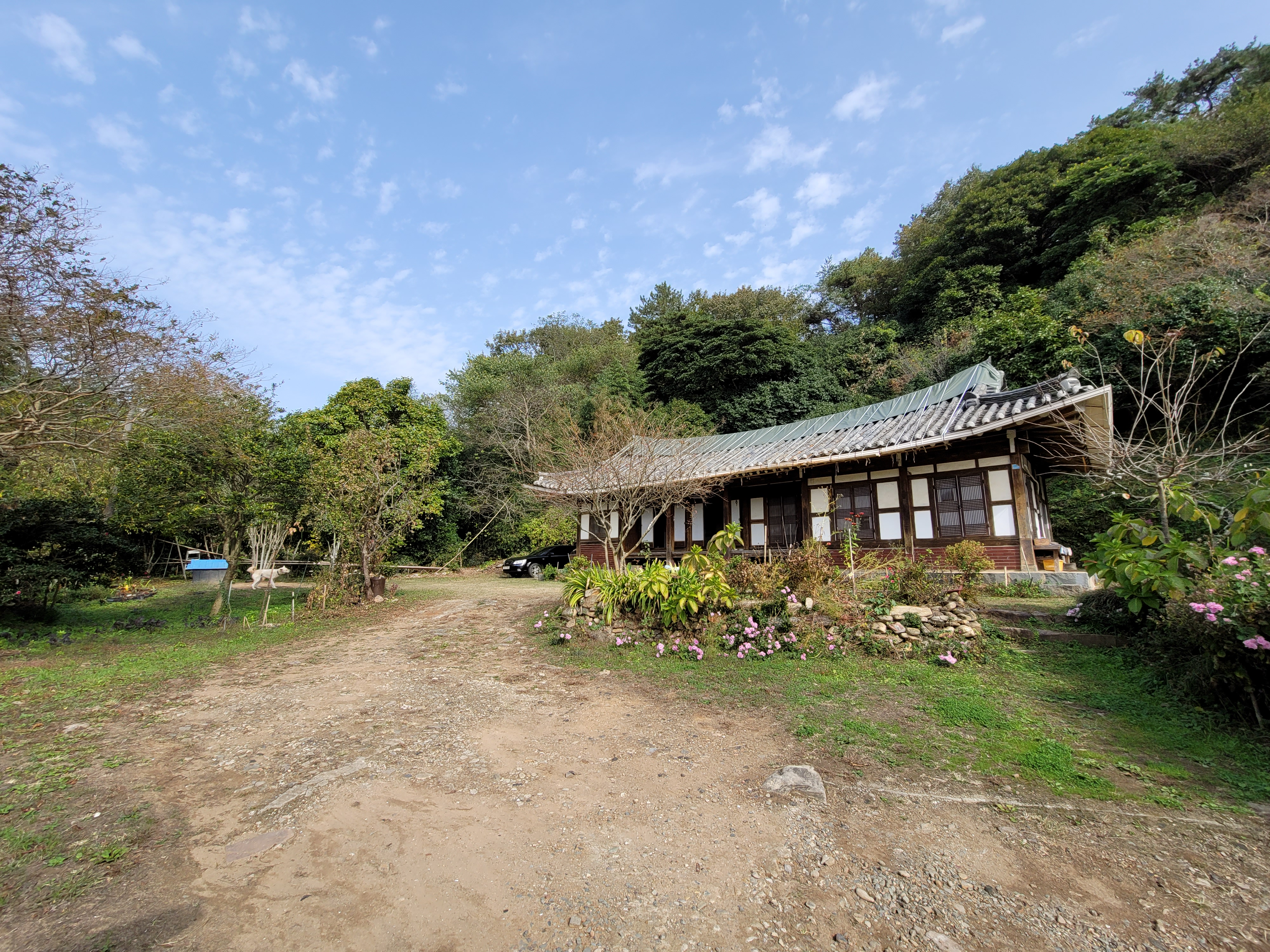
명발당

명발당은 대한민국 전라남도 강진군 도암면에 있다. 2009년 2월 2일 강진군의 향토문화유산 제32호로 지정되었다.

## 개요
명발당은 해남윤씨 22세 윤광택(尹光宅 1732.2.25-1804.12.13)의 옛 생가다. 도암 항촌에서 태어나 자수 성가 하였으며 마을의 증흥조이기도 하다. 조부인 윤홍좌(1686-1738)가 만년에 건물을 지어 소대정(小坮亭)이라 하고 광택은 명발당(明發堂)이라 하였다. 윤광택의 아들 윤서유(書有 1764.11.28-1821.7.1)가 태어났고 다산 정약용의 사위이기도한 손자 윤영희(榮喜  1795.4.25-1856.8.23)도 이곳 명발당에서 태어났으며 다산선생의 딸과 윤영희가 이곳에서 혼례를 올리기도 했다. 명발당은 학생들이 글공부를 했던 무학중사라는 별관 등으로 만들어진 전통가옥으로 해남윤씨 문중에서 구입해 관리하고 있다